# 3469 Bulgakov
3469 Bulgakov (1982 UL7) là một tiểu hành tinh vành đai chính được phát hiện ngày 21 tháng 10 năm 1982 bởi Karachkina, L. G. ở Nauchnyj. Nó được đặt theo tên Mikhail Bulgakov.